# Нереиде
Нереиде (грч. Nereides) (лат. Nereides) су биле кћерке морског бога Нереја и његове жене Дориде, морске нимфе.

## Митологија
Нереиде су биле ниже богиње које су насељавале „унутрашње море“, море које је запљускивало обале на којима су живели људи. Према различитим изворима било их је од 50 до 100. Хомер их именом помиње само 44.
Нереиде су живеле уз стеновите обале, у сребрним пећинама на самом морском дну, и бавиле су се музиком и плесом. Као и њихови родитељи, који су имали благу нарав, и Нереиде су пружале заштиту поморцима, а њихови кипови још и данас украшавају прамце бродова, као и фасаде кућа на обалама Средоземног мора.
Од свих нереида највише су се прославиле две:
- Амфитрита — жена бога мора Посејдона, и
- Тетида — мајка ахејског јунака Ахилеја.

По Нереидама је добио име природни сателит планете Нептун, Нереида.

## О Неридама
Из антике су се сачувало безброј приказа Нереида: на вазама, мозаицима, рељефима, као и на надгробним споменицима, где се јављају у пратњи значајнијих богова.
Један од најпознатијих уметничких споменика са њиховим ликовима јесте „Споменик нерида“ у Ксанти у Малој Азији, који се данас налази у Британском музеју у Лондону.